# Mellanväsen
Mellanväsen är ett musikalbum med den svenske organisten Bo Hansson. Albumet släpptes på hösten 1975. Det gavs internationellt ut med titeln Attic Thoughts.
Albumet är bland annat inspirerat av Richard Adams Den långa flykten, en bok om några kaniner som var populär på sjuttiotalet. Albumet är inspelat hemma hos Bosse och i Studio Decibel. Den gavs ut av Silence. Omslaget är gjort av Jan Ternald som gjorde många av omslagen på den här tiden, bland annat Kebnekajses.

## Låtlista
1. "Funderingar på vinden" - 5:33
2. "Tid och rum" - 1:40
3. "Väntan..." - 7:34
4. "Vals för mellanväsen" - 3:26
5. "Dags för stordåd" - 3:11
6. "Hybrillerna" - 1:24
7. "Kaninmusik" - 6:30
8. "Dag och natt" - 4:33
9. "Lyckat upptåg" - 3:16
10. "Kristallsviten" (bonusspår på cd-utgåva)

## Medverkande
- Bo Hansson - orgel, gitarr, piano, syntheziser, mellotron, bas och annat pyssel.
- Rune Carlsson - trummor
- Kenny Håkansson - gitarr
- Göran Lagerberg - bas och gitarr
- Rolf Scherrer - gitarr
- Tomas Netzler - bas
- Mats Glenngård - fiol
- Finn Sjöberg - gitarr
- Gunnar Bergsten - saxofon